# Rio Vístula
O rio Vístula (em polonês: Wisła) é o rio mais longo da Polônia. Tem 1 068 km de comprimento e a sua bacia hidrográfica tem 192 000 km² de área, ou seja, quase dois terços da superfície da Polônia. Flui pelas maiores cidades do país, incluindo Cracóvia, Sandomiria, Varsóvia, Płock, Włocławek, Toruń, Bydgoszcz, Grudziądz, Tczew e Gdansk.
O Vístula tem a sua nascente nos Besquides ocidentais, na Alta Silésia, a 1 106 metros de altitude e percorre 1 068 km km através da Polônia antes de desembocar no mar Báltico, perto de Gdansk. O fluxo médio anual na desembocadura é de 1 054 m³/s.